# Parti des chasseurs, pêcheurs et agriculteurs
Le Parti des chasseurs, pêcheurs et agriculteurs (en anglais : Shooters, Fishers and Farmers Party, abrégé SFF) est un parti politique conservateur écologique australien classé à droite. 
Il milite principalement pour la protection des droits, financements et services publics de l'Australie rurale, ainsi que des droits au port d'armes pour la chasse, à la pêche récréative ainsi qu'à l'agriculture, comme son nom l'indique.
Parti mineur dans le champ politique australien, le SFF n'a jamais obtenu de sièges lors d'élections nationales, mais remporte régulièrement quelques sièges aux élections organisées dans les États et territoires de l'Australie,.

## Historique
Le parti est créé en 1992 par le journaliste John Tingle sous le nom de Parti des chasseurs. A l'origine, son fondateur sponsorise des clubs de stand de tir et s'oppose à ce que la mise en place de législations plus sévères en termes de contrôle des armes à feu se fasse au détriment des clubs. Le vote en 1996 du National Firearms Agreement (en) sous l'égide du Premier ministre John Howard peu après la Tuerie de Port-Arthur, impose ainsi un contrôle très strict des armes automatiques et semi-automatiques. Soutenue par le Parti travailliste et la Coalition, les deux principales formations politiques australiennes, la loi interdit le port d'armes par des civils pour la protection individuelle, tout en permettant aux détenteurs d'une licence de détenir une arme pour la chasse. Le SFF organise rapidemment les différents clubs de tir amateurs qu'il regroupe en fondant en novembre 1996 la Fédération des Clubs de Tirs (Federation of Hunting Clubs), qui finance en retour le parti. John Tingle se retire de la vie politique en 2006 en raisons de problèmes de santé, et décède d'un cancer en 2022 à l'âge de 90 ans,.
Sous la direction de Robert Brown, le parti se développe autours de sujets autres que les armes à feu. Il prend le nom de Parti des chasseurs et pêcheurs en juillet 2009, puis son nom actuel en avril 2016,.
Après avoir obtenu son premier siège en 1995, remporté par John Tingle dans l’État de Nouvelle-Galles du Sud, le parti reste longtemps extra-parlementaire jusqu'au années 2020, où il remporte régulièrement quelques sièges dans les élections organisées au niveau de états et des territoires. Le SFF en obtient ainsi notamment en Nouvelle-Galles du Sud en 2019 et  2023, en Victoria  en 2022, en Australie-Occidentale en 2025 et en Tasmanie en 2025.